# Friedenskirche (Neichen)

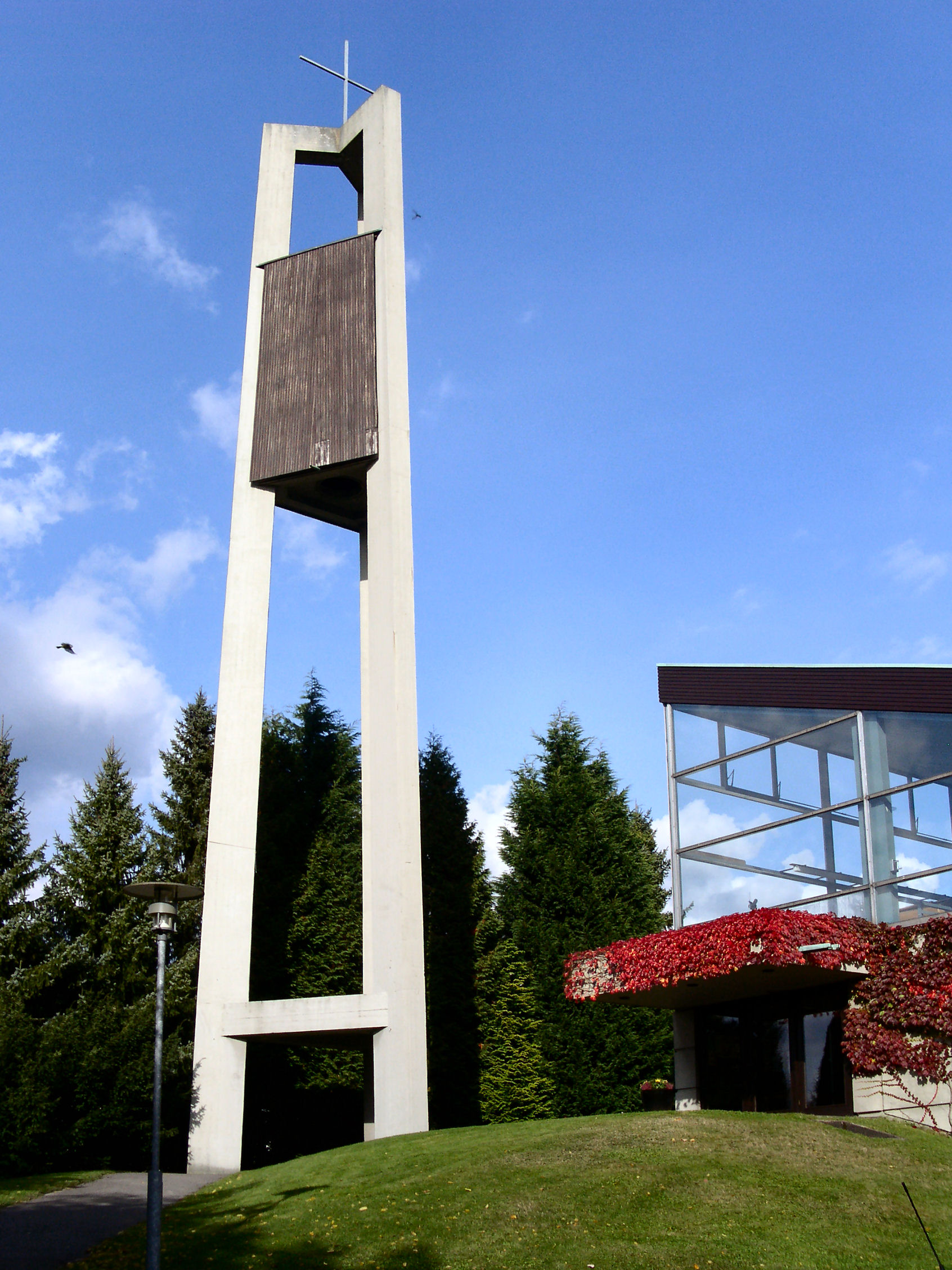
Evangelische Friedenskirche Neichen

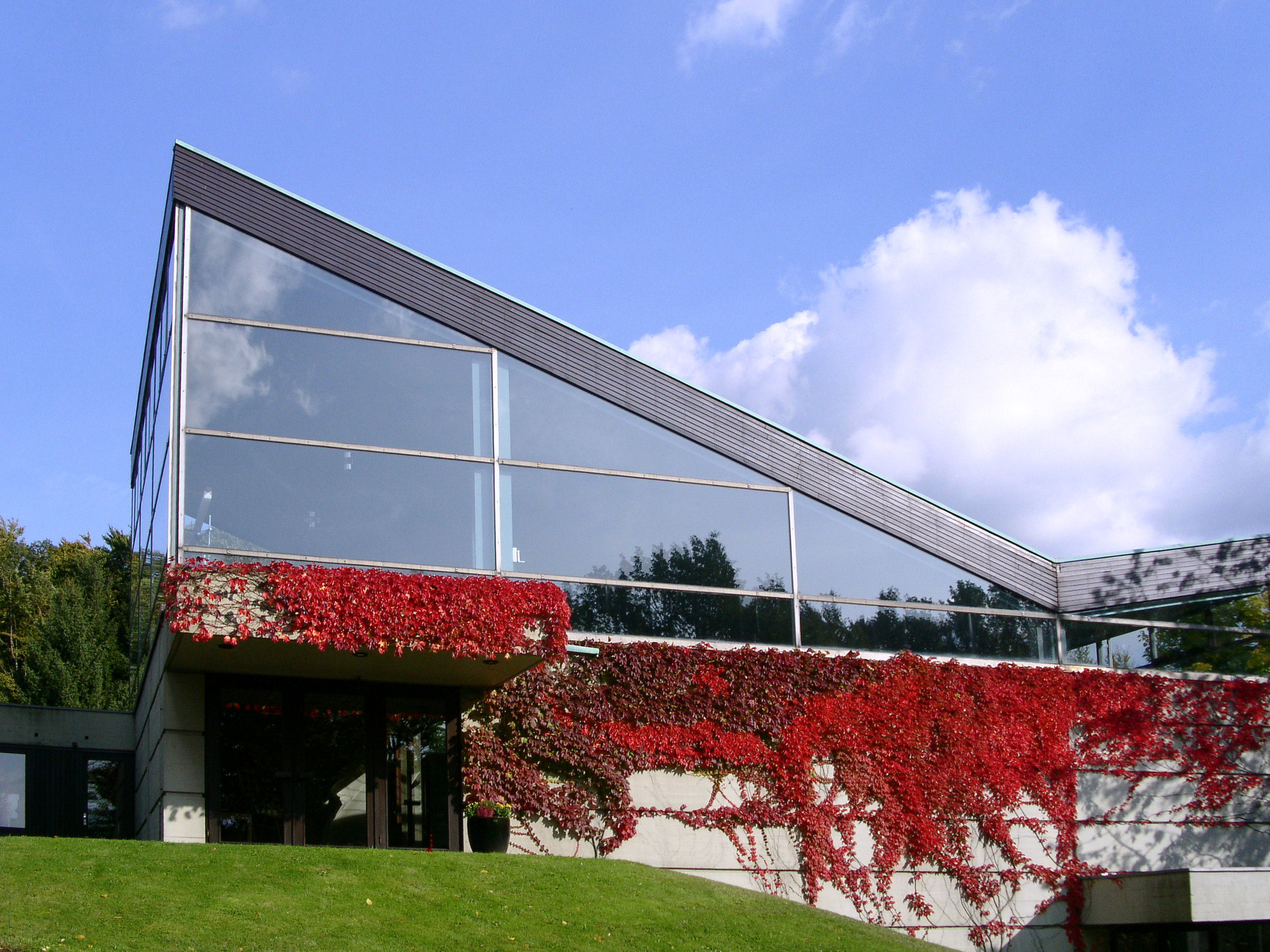
Kirchenraum

Die evangelische Friedenskirche Neichen ist der Kirchenraum der evangelischen Freikirche Overath. Von 1965 bis 2015 war sie im Besitz der landeskirchlichen Evangelischen Kirchengemeinde Overath und wurde 2016 an die Freikirche verkauft. Sie liegt auf einer Anhöhe in Steinenbrück, einem Ortsteil von Overath im Rheinisch-Bergischen Kreis.

## Architektur
Architekt war Peter Paul Smrha.
Die Kirche wurde am 14. Januar 1965 eingeweiht. Der schlichte, dreisäulige, separate Glockenturm trägt zwei Glocken mit den Tönen Cis und e. Durch die eigenwillige Glasdachkonstruktion erhält der Kirchenraum einen außergewöhnlich hellen, lichtdurchfluteten Innenraum.

## Ausstattung
Im Eingangsbereich findet sich ein Steinrelief des Künstlers Günter Ferdinand Ris. Das Kunstwerk trägt den Titel: „Der Hahnenschrei“ und soll an die Bibelstelle erinnern, in der es heißt: „Und Jesus sprach zu ihm: Wahrlich ich sage dir: Heute in dieser Nacht, ehe der Hahn zweimal kräht, wirst du mich dreimal verleugnen“. (Markus 14, Vers 30)
Im Innenraum wirken Bilder mit kräftigen Farben (rot, gold, ocker, orange und grün) auf den Betrachter. „Die Berührung Gottes“ hat der Künstler Armin Klötzing, der auch unter dem Pseudonym „Köstlich“ bekannt ist, seine Bilderreihe genannt.

## Elektronische Orgel
Die tagsüber starke Sonneneinstrahlung hätte bei einer konventionellen Orgel zu ständiger Verstimmung geführt. Deshalb wurde eine elektronische Orgel installiert.

## Kirchenschließung 2015
Im November 2010 diskutierte das Presbyterium der Evangelischen Kirche Overath aufgrund der finanziellen Lage, die Kirche zu schließen. Um eine drohende Kirchenschließung abzuwenden, bildete sich eine „Trägergruppe Friedenskirche Neichen“. Sie setzt sich für den Erhalt des Kirchengebäudes ein.
Im März 2015 musste die Friedenskirche aufgrund gesunkener Mitgliederzahlen zugunsten der Versöhnungskirche aufgegeben werden.
Seit November 2015 mietete die als „Evangeliumsgemeinde für Rösrath“ gegründete evangelische „Freikirche Overath“  den Kirchenraum für ihre sonntäglichen öffentlichen Gottesdienste. 2016 kaufte sie die Kirche für 600.000 €.